# 委內瑞拉胸啄電鰻
委內瑞拉胸啄電鰻，為輻鰭魚綱電鰻目線翎電鰻科的其中一種，為熱帶淡水魚，分布於南美洲委內瑞拉Caroni河下游流域，體長可達15.2公分，棲息在底中層水域，以昆蟲為食，生活習性不明。

## 扩展阅读
維基物種上的相關：委內瑞拉胸啄電鰻